# Les Ulmes
Les Ulmes is een gemeente in het Franse departement Maine-et-Loire (regio Pays de la Loire) en telt 478 inwoners (1999). De plaats maakt deel uit van het arrondissement Saumur.

## Geografie
De oppervlakte van Les Ulmes bedraagt 8,1 km², de bevolkingsdichtheid is 59,0 inwoners per km².
De onderstaande kaart toont de ligging van Les Ulmes met de belangrijkste infrastructuur en aangrenzende gemeenten.

## Demografie
Onderstaande figuur toont het verloop van het inwonertal (bron: INSEE-tellingen).